# Structure pyramidale des ligues de soccer aux États-Unis

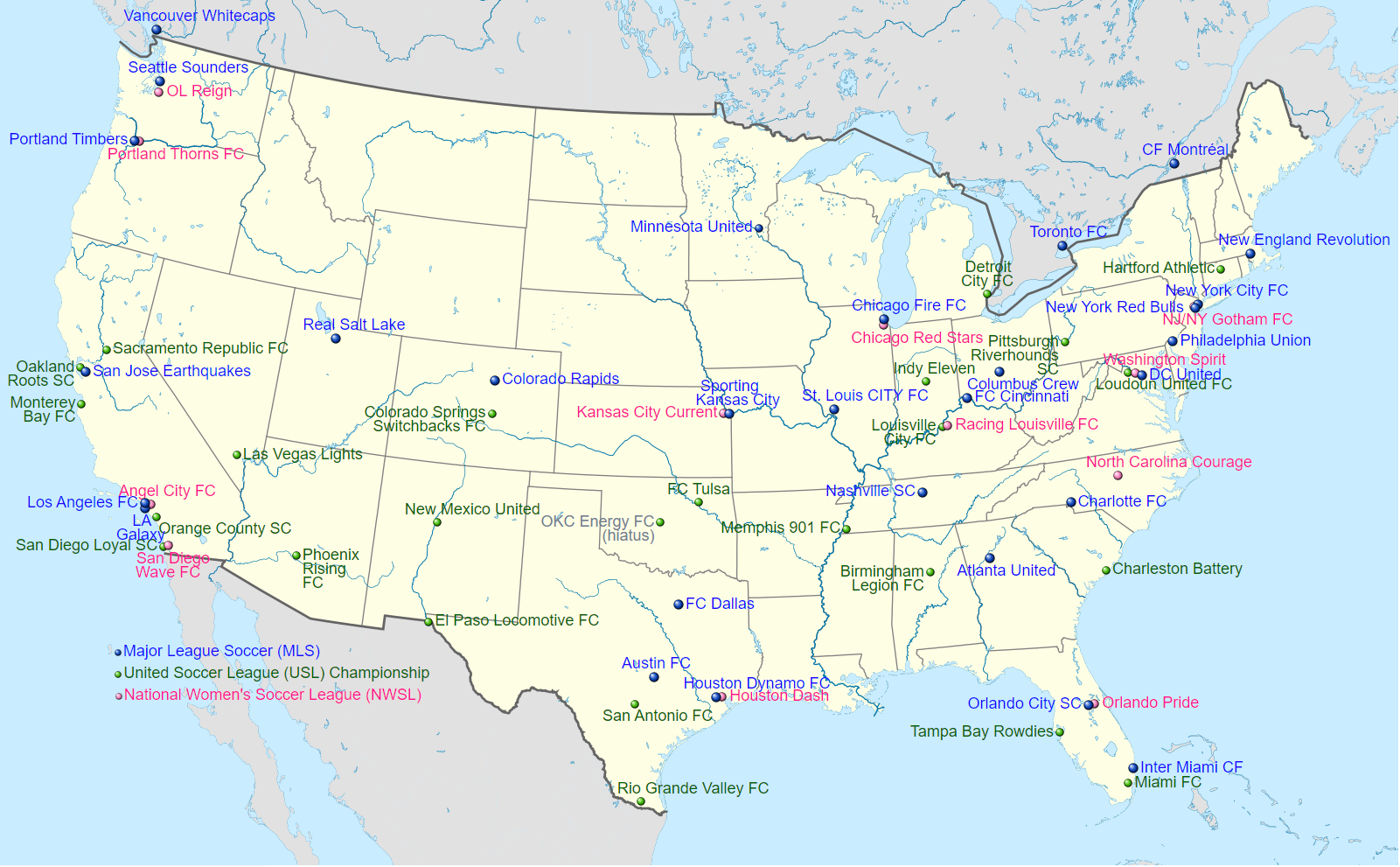
Carte des équipes professionnelles américaines et canadiennes évoluant dans les ligues sous l'égide de la fédération américaine.

La structure pyramidale des ligues de soccer aux États-Unis désigne le système de classement officiel des ligues et divisions du soccer américain (certains clubs canadiens, portoricains, bermudiens et antiguais évoluant aux États-Unis sont également incorporés mais ne peuvent pas participer à la coupe des États-Unis) englobe cinq ligues de soccer classés sur neuf niveaux selon un système pyramidal. La compétition la plus relevée se positionnant au sommet, la moins forte en bas.
Contrairement à de très nombreux pays, notamment européens, le système nord-américain est rigide car il n'y a pas de promotions et relégations (sauf dans quelques divisions locales). Ce système est très largement inspiré des autres disciplines sportives nord-américaines où les clubs sont franchisés pour pouvoir participer aux compétitions professionnelles, surtout pour intégrer la Major League Soccer. Les trois premiers niveaux de la pyramide représentent le soccer professionnel et sont hiérarchisés par la Fédération des États-Unis de soccer tandis que les ligues inférieures ne rentrent pas dans les critères de cette dernière et ne sont donc pas classés dans une hiérarchie officielle.

## Structure

### Historique de la structure masculine
| De          | À           | Niveau I                     | Niveau II                                                                            | Niveau II                                                                            | Niveau III | Niveau III | Niveau IV | Niveau IV                      |
| ----------- | ----------- | ---------------------------- | ------------------------------------------------------------------------------------ | ------------------------------------------------------------------------------------ | --- | --- | --- | ------------------------------ |
| 1968        | 1984        | North American Soccer League |                                                                                      |                                                                                      | | | |                                |
| 1985        | 1989        | Pas de championnat national  | Pas de championnat national                                                          | Pas de championnat national                                                          | Pas de championnat national | Pas de championnat national | Pas de championnat national | Pas de championnat national    |
| 1990        | 1994        |                              | American Professional Soccer League                                                  | American Professional Soccer League                                                  | | | |                                |
| 1995        | 1995        |                              | A-League                                                                             | A-League                                                                             | USISL Pro League (1995) USISL Pro League (1996) USISL D-3 Pro League (1997-1998) USL D3 Pro League (1999-2002) USL Pro Select League (2003-2004) USL Second Division (2005-2009) USL Pro (2010-2014) United Soccer League (2015-2016) | USISL Pro League (1995) USISL Pro League (1996) USISL D-3 Pro League (1997-1998) USL D3 Pro League (1999-2002) USL Pro Select League (2003-2004) USL Second Division (2005-2009) USL Pro (2010-2014) United Soccer League (2015-2016) | USISL Premier League (1995-1996) Premier Development Soccer League (1997-1998) Premier Development League (1999-2018) USL League Two (2019-) |                                |
| 1996        | 1996        | Major League Soccer          | A-League                                                                             | USISL Select League (en)                                                             | USISL Pro League (1995) USISL Pro League (1996) USISL D-3 Pro League (1997-1998) USL D3 Pro League (1999-2002) USL Pro Select League (2003-2004) USL Second Division (2005-2009) USL Pro (2010-2014) United Soccer League (2015-2016) | USISL Pro League (1995) USISL Pro League (1996) USISL D-3 Pro League (1997-1998) USL D3 Pro League (1999-2002) USL Pro Select League (2003-2004) USL Second Division (2005-2009) USL Pro (2010-2014) United Soccer League (2015-2016) | USISL Premier League (1995-1996) Premier Development Soccer League (1997-1998) Premier Development League (1999-2018) USL League Two (2019-) |                                |
| 1997        | 1998        | Major League Soccer          | USISL A-League (1997-1998) USISL A-League (1999-2004) USL First Division (2005-2009) | USISL A-League (1997-1998) USISL A-League (1999-2004) USL First Division (2005-2009) | USISL Pro League (1995) USISL Pro League (1996) USISL D-3 Pro League (1997-1998) USL D3 Pro League (1999-2002) USL Pro Select League (2003-2004) USL Second Division (2005-2009) USL Pro (2010-2014) United Soccer League (2015-2016) | USISL Pro League (1995) USISL Pro League (1996) USISL D-3 Pro League (1997-1998) USL D3 Pro League (1999-2002) USL Pro Select League (2003-2004) USL Second Division (2005-2009) USL Pro (2010-2014) United Soccer League (2015-2016) | USISL Premier League (1995-1996) Premier Development Soccer League (1997-1998) Premier Development League (1999-2018) USL League Two (2019-) |                                |
| 2003        | 2009        | Major League Soccer          | USISL A-League (1997-1998) USISL A-League (1999-2004) USL First Division (2005-2009) | USISL A-League (1997-1998) USISL A-League (1999-2004) USL First Division (2005-2009) | USISL Pro League (1995) USISL Pro League (1996) USISL D-3 Pro League (1997-1998) USL D3 Pro League (1999-2002) USL Pro Select League (2003-2004) USL Second Division (2005-2009) USL Pro (2010-2014) United Soccer League (2015-2016) | USISL Pro League (1995) USISL Pro League (1996) USISL D-3 Pro League (1997-1998) USL D3 Pro League (1999-2002) USL Pro Select League (2003-2004) USL Second Division (2005-2009) USL Pro (2010-2014) United Soccer League (2015-2016) | USISL Premier League (1995-1996) Premier Development Soccer League (1997-1998) Premier Development League (1999-2018) USL League Two (2019-) | National Premier Soccer League |
| 2010        | 2010        | Major League Soccer          | USSF Division 2 Professional League                                                  | USSF Division 2 Professional League                                                  | USISL Pro League (1995) USISL Pro League (1996) USISL D-3 Pro League (1997-1998) USL D3 Pro League (1999-2002) USL Pro Select League (2003-2004) USL Second Division (2005-2009) USL Pro (2010-2014) United Soccer League (2015-2016) | USISL Pro League (1995) USISL Pro League (1996) USISL D-3 Pro League (1997-1998) USL D3 Pro League (1999-2002) USL Pro Select League (2003-2004) USL Second Division (2005-2009) USL Pro (2010-2014) United Soccer League (2015-2016) | USISL Premier League (1995-1996) Premier Development Soccer League (1997-1998) Premier Development League (1999-2018) USL League Two (2019-) | National Premier Soccer League |
| 2011-2016   | 2011-2016   | Major League Soccer          | North American Soccer League                                                         | North American Soccer League                                                         | USISL Pro League (1995) USISL Pro League (1996) USISL D-3 Pro League (1997-1998) USL D3 Pro League (1999-2002) USL Pro Select League (2003-2004) USL Second Division (2005-2009) USL Pro (2010-2014) United Soccer League (2015-2016) | USISL Pro League (1995) USISL Pro League (1996) USISL D-3 Pro League (1997-1998) USL D3 Pro League (1999-2002) USL Pro Select League (2003-2004) USL Second Division (2005-2009) USL Pro (2010-2014) United Soccer League (2015-2016) | USISL Premier League (1995-1996) Premier Development Soccer League (1997-1998) Premier Development League (1999-2018) USL League Two (2019-) | National Premier Soccer League |
| 2017        | 2017        | Major League Soccer          | North American Soccer League                                                         | United Soccer League                                                                 | | | USISL Premier League (1995-1996) Premier Development Soccer League (1997-1998) Premier Development League (1999-2018) USL League Two (2019-) | National Premier Soccer League |
| 2018        | 2018        | Major League Soccer          | United Soccer League (2018) USL Championship (2019-)                                 | United Soccer League (2018) USL Championship (2019-)                                 | | | USISL Premier League (1995-1996) Premier Development Soccer League (1997-1998) Premier Development League (1999-2018) USL League Two (2019-) | National Premier Soccer League |
| depuis 2019 | depuis 2019 | Major League Soccer          | United Soccer League (2018) USL Championship (2019-)                                 | United Soccer League (2018) USL Championship (2019-)                                 | USL League One | National Independent Soccer Association | USISL Premier League (1995-1996) Premier Development Soccer League (1997-1998) Premier Development League (1999-2018) USL League Two (2019-) | National Premier Soccer League |

- Championnat organisé par la North American Soccer League (NASL)
- Championnat organisé par l'American Professional Soccer League (APSL)
- Championnat organisé par les United Soccer Leagues (USL)
- Championnat organisé par la Major League Soccer (MLS)
- Championnat organisé par la Fédération des États-Unis de soccer (USSF)
- Championnat organisé par la National Independent Soccer Association (NISA)
- Délimitation entre championnats professionnels et amateurs

Aux États-Unis, aucune ligue professionnelle, comme dans toutes les autres ligues majeures en Amérique du Nord, ne dispose d'un système de promotion et de relégation permettant des mouvements entre divisions. La Fédération des États-Unis de soccer (USSF) est l'organe directeur qui sanctionne les différentes ligues professionnelles. En revanche, ce sont les ligues elles-mêmes qui décident si elles intègrent de nouvelles franchises à leur circuit. Le soccer amateur est quant à lui sous la responsabilité de la United States Adult Soccer Association (USASA), la seule organisation de soccer amateur sanctionnée par la USSF.
Par le passé, quelques cas de promotions et relégation ont existé comme dans les United Soccer Leagues qui organisaient alors plusieurs ligues. Dans ces cas, des franchises ont décidé de se rétrograder d'elles-mêmes de la première à la seconde division ou bien de passer des ligues professionnelles à la Premier Development League, particulièrement dans le but de réduire les coûts d'exploitation de l'équipe ou de restructurer l'organisation de la franchise en question. Similairement, des franchises ont eu la possibilité de monter à l'étage supérieur après avoir connu du succès en seconde division, le cas des Cleveland City Stars, alors champions en seconde division qui montent en première division en 2009 en est un exemple même si le phénomène demeure relativement rare. Bien que les USL aient considéré l'éventualité de relégation automatique entre deux ligues, le système n'a jamais été mis en place.
Si quelques ligues locales de soccer amateur sanctionnées par la USASA utilisent le système de promotion et de relégation entre leurs divisions, ce mécanisme n'a jamais été mis en place pour les ligues nationales de la USASA comme la National Premier Soccer League ou la Premier Development League. Le soccer universitaire aux États-Unis est sanctionné par des organismes extérieurs à la USSF, la plus importante étant la National Collegiate Athletic Association (NCAA).

### Structure du soccer masculin
| Équipes professionnelles (incluant les équipes non américaines) | Équipes professionnelles (incluant les équipes non américaines) | Équipes professionnelles (incluant les équipes non américaines) | Équipes professionnelles (incluant les équipes non américaines) | Équipes professionnelles (incluant les équipes non américaines) |
|                                                                 |                                                                 | D1                                                              | D2                                                              | D3                                                              |
| Saison                                                          | Équipes                                                         | MLS                                                             | USL-1                                                           | USL-2                                                           |
| --------------------------------------------------------------- | --------------------------------------------------------------- | --------------------------------------------------------------- | --------------------------------------------------------------- | --------------------------------------------------------------- |
| 2005                                                            | 33                                                              | 12                                                              | 12                                                              | 9                                                               |
| 2006                                                            | 33                                                              | 12                                                              | 12                                                              | 9                                                               |
| 2007                                                            | 35                                                              | 13                                                              | 12                                                              | 10                                                              |
| 2008                                                            | 35                                                              | 14                                                              | 11                                                              | 10                                                              |
| 2009                                                            | 35                                                              | 15                                                              | 11                                                              | 9                                                               |
|                                                                 |                                                                 | MLS                                                             | D2 Pro                                                          | USL-2                                                           |
| 2010                                                            | 34                                                              | 16                                                              | 12                                                              | 6                                                               |
|                                                                 |                                                                 | MLS                                                             | NASL                                                            | USL                                                             |
| 2011                                                            | 38                                                              | 18                                                              | 8                                                               | 12                                                              |
| 2012                                                            | 38                                                              | 19                                                              | 8                                                               | 11                                                              |
| 2013                                                            | 40                                                              | 19                                                              | 8                                                               | 13                                                              |
| 2014                                                            | 43                                                              | 19                                                              | 10                                                              | 14                                                              |
| 2015                                                            | 55                                                              | 20                                                              | 11                                                              | 24                                                              |
| 2016                                                            | 61                                                              | 20                                                              | 12                                                              | 29                                                              |
|                                                                 |                                                                 | MLS                                                             | NASL (D2)+USL                                                   | -                                                               |
| 2017                                                            | 60                                                              | 22                                                              | 8+30                                                            | -                                                               |
|                                                                 |                                                                 | MLS                                                             | USL                                                             |                                                                 |
| 2018                                                            | 56                                                              | 23                                                              | 33                                                              | -                                                               |
|                                                                 |                                                                 | MLS                                                             | USLC                                                            | USL1+NISA                                                       |
| 2019                                                            | 77                                                              | 24                                                              | 36                                                              | 10+7                                                            |
| 2020                                                            | 81                                                              | 26                                                              | 35                                                              | 12+8                                                            |

Aux États-Unis, les ligues de soccer professionnel en extérieur sont classées par la Fédération des États-Unis de soccer en deux divisions : Division I et Division II. Les organisations de soccer amateur sont reconnues par la USSF mais les ligues amateures individuelles ne le sont pas. Actuellement, la seule organisation de soccer amateur reconnue par US Soccer est la United States Adult Soccer Association (USASA), sachant que plusieurs autres ligues opèrent indépendamment sous l'égide de la USASA.

#### Ligues professionnelles
| Ligue                | Niveau | Équipes | Affluence moyenne | Fondation |
| -------------------- | ------ | ------- | ----------------- | --------- |
| Major League Soccer  | I      | 20      | 22 112            | 1993      |
| United Soccer League | II     | 33      | 4 294             | 2010      |

Depuis 1996, la Major League Soccer (MLS) est la seule ligue considérée comme une première division par la USSF. La MLS s'est agrandie de 10 équipes en 1996 à 20 en 2015. La seule seconde division en regard à la USSF est la North American Soccer League (NASL). La NASL est fondée en 2009 mais connait sa saison inaugurale seulement en 2011 après une saison 2010 controversée qui a vu aucune des deux ligues, la Première division des United Soccer Leagues et la NASL, obtenir le statut de seconde division par la USSF, donnant lieu à la USSF Division 2 Professional League. Également en Division 2 aux États-Unis (et par extension au Canada) on trouve la United Soccer League (USL), fruit de la fusion entre les première et seconde divisions des United Soccer Leagues.
En septembre 2015, ESPN révèle que la USSF a préparé une proposition pour hausser les critères d'éligibilité au statut de première division, incluant la présence d'un minimum de seize franchises dans la ligue, des stades d'une capacité minimale de 15 000 spectateurs et que 75 % des équipes se trouvent dans des villes de deux millions d'habitants et plus. Cette proposition, si elle devait aboutir, donnerait un monopole naturel à la MLS qui remplit déjà les critères évoqués tandis que la NASL accuse US Soccer de favoriser la MLS et de nuire aux intérêts économiques et au potentiel économique de la ligue.
| Niveau                                                       | Championnat                                                        | Championnat                                                        | Championnat                                                        | Championnat                                                        | Championnat                                                        |  |
| Certifiées par la USSF comme ligues professionnelles         |                                                                    |                                                                    |                                                                    |                                                                    |                                                                    |  |
| USSF Division I                                              | Major League Soccer (MLS) 23 clubs américains et 3 clubs canadiens | Major League Soccer (MLS) 23 clubs américains et 3 clubs canadiens | Major League Soccer (MLS) 23 clubs américains et 3 clubs canadiens | Major League Soccer (MLS) 23 clubs américains et 3 clubs canadiens | Major League Soccer (MLS) 23 clubs américains et 3 clubs canadiens |  |
| USSF Division I                                              | Conférence Ouest (MLS) 12 clubs américains et 1 club canadien      | Conférence Ouest (MLS) 12 clubs américains et 1 club canadien      | Conférence Est (MLS) 11 clubs américains et 2 clubs canadiens      | Conférence Est (MLS) 11 clubs américains et 2 clubs canadiens      |                                                                    |  |
| USSF Division II                                             |                                                                    |                                                                    |                                                                    |                                                                    |                                                                    |  |
| USL Championship (USLC) 35 clubs américains                  |                                                                    |                                                                    |                                                                    |                                                                    |                                                                    |  |
| Western Conference (USLC) 18 clubs américains                | Western Conference (USLC) 18 clubs américains                      | Eastern Conference (USLC) 17 clubs américains                      | Eastern Conference (USLC) 17 clubs américains                      |                                                                    |                                                                    |  |
| USSF Division III                                            |                                                                    |                                                                    |                                                                    |                                                                    |                                                                    |  |
| USL League One (USL1) 7 clubs américains et un club canadien | USL League One (USL1) 7 clubs américains et un club canadien       | National Independent Soccer Association (NISA) 8 clubs américains  | National Independent Soccer Association (NISA) 8 clubs américains  | National Independent Soccer Association (NISA) 8 clubs américains  |                                                                    |  |

#### Ligues amateures
La USSF ne reconnait pas officiellement de distinction entre les ligues de soccer amateur aux États-Unis. Malgré tout, les ligues nationales (PDL, NPSL) affiliées à la USASA sont reconnues comme étant d'un niveau supérieur aux ligues d'État de la USASA, leur permettant ainsi d'obtenir des places pour la Lamar Hunt US Open Cup.
La USL League Two se déroule durant les mois d'été et le bassin de joueurs provient principalement du soccer universitaire de la NCAA, les joueurs cherchant à poursuivre le jeu au haut niveau durant les vacances universitaires estivales. Les joueurs participant à des rencontres de PDL conservent leur éligibilité pour pouvoir poursuivre le soccer universitaire, celui-ci étant interdit aux joueurs rémunérés des ligues professionnelles. La NPSL est similaire à la Premier Development League et attire des talents locaux de l'ensemble du pays. Contrairement à la USL League Two, la NPSL n'a aucune limite d'âge ou restriction en tout genre sur le statut des joueurs, incorporant donc des joueurs universitaires comme d'anciens professionnels dans ses effectifs.
| Niveau | Championnat | Championnat | Championnat | Championnat                                           |                                                       |                                                       |
| Certifiées comme organisations membres de la USSF | | | |                                                       |                                                       |                                                       |
| 4 | United Soccer Leagues USL League Two (USL2)79 clubs américains, 2 clubs canadiens et 1 club bermudien (dans 4 conférences et 12 divisions) Central Conference Eastern Conference Southern Conference Western Conference | United Soccer Leagues USL League Two (USL2)79 clubs américains, 2 clubs canadiens et 1 club bermudien (dans 4 conférences et 12 divisions) Central Conference Eastern Conference Southern Conference Western Conference | |                                                       |                                                       |                                                       |
| 4 | United Soccer Leagues USL League Two (USL2)79 clubs américains, 2 clubs canadiens et 1 club bermudien (dans 4 conférences et 12 divisions) Central Conference Eastern Conference Southern Conference Western Conference | United Soccer Leagues USL League Two (USL2)79 clubs américains, 2 clubs canadiens et 1 club bermudien (dans 4 conférences et 12 divisions) Central Conference Eastern Conference Southern Conference Western Conference | National Premier Soccer League (NPSL)94 clubs (dans 4 régions et 14 conférences) Northeast Region South Region Midwest Region West Region |                                                       |                                                       |                                                       |
| Certifiées comme organisations membres de la USSF à travers l'United States Adult Soccer Association (USASA) | | | |                                                       |                                                       |                                                       |
| 5 et + | | | |                                                       |                                                       |                                                       |
| USASA Elite Amateur Leagues 13 ligues régionales ou d'États Buffalo & District Soccer League (Western New York) Central Florida Soccer League (Orlando) Cosmopolitan Soccer League (New York) Evergreen Premier League (Washington) Gulf Coast Premier League (Louisiana, Alabama, Mississippi) Long Island Soccer Football League (Long Island) Maryland Major Soccer League (Central Maryland) Michigan Premier Soccer League (Michigan) Rochester District Soccer League (Upstate New York) San Francisco Soccer Football League (Northern California) SoCal Premier League (Southern California) United Premier Soccer League (Southern California) United Soccer League of Pennsylvania (Pennsylvania) Washington Premier League (Washington, D.C.) | USASA Elite Amateur Leagues 13 ligues régionales ou d'États Buffalo & District Soccer League (Western New York) Central Florida Soccer League (Orlando) Cosmopolitan Soccer League (New York) Evergreen Premier League (Washington) Gulf Coast Premier League (Louisiana, Alabama, Mississippi) Long Island Soccer Football League (Long Island) Maryland Major Soccer League (Central Maryland) Michigan Premier Soccer League (Michigan) Rochester District Soccer League (Upstate New York) San Francisco Soccer Football League (Northern California) SoCal Premier League (Southern California) United Premier Soccer League (Southern California) United Soccer League of Pennsylvania (Pennsylvania) Washington Premier League (Washington, D.C.) | Autres ligues régionales American Soccer League (ASL) | Autres ligues régionales American Soccer League (ASL)                                                                                     | Autres ligues régionales American Soccer League (ASL) | Autres ligues régionales American Soccer League (ASL) | Autres ligues régionales American Soccer League (ASL) |
| United States Adult Soccer Association - Ligues d'états 55 associations d'états dans 4 régions Region I Region II Region III Region IV | US Club Soccer (USCS) 39 ligues dans 4 régions East Region Midwest Region South Region West Region | US Club Soccer (USCS) 39 ligues dans 4 régions East Region Midwest Region South Region West Region | |                                                       |                                                       |                                                       |

#### Coupes nationales
- Lamar Hunt US Open Cup : ouverte à toutes les ligues amateures ou professionnelles sanctionnées par la USSF ;
- Georges F. Donnelly Cup : coupe organisée par la USASA réservée aux équipes amateurs ;
- Werner Fricker Open Cup : établie en 1999 par la USASA ;
- USASA Amateur Cup : coupe réservée aux équipes amateures de la USASA ;
- USASA U-23 Cup : coupe organisée par la USASA en 1999 réservée aux équipes amateures de moins de 23 ans ;
- Gerhard Mengel Cup : coupe organisée par la USASA en 1984 réservée aux équipes amateures de plus de 30 ans ;
- US Soccer National Amateur Championships : compétition organisée entre les champions de NPSL, PDL, USASA Open Cup et Amateur Cup.

### Structure du soccer féminin
La Women's United Soccer Association cesse ses activités en 2003 et est remplacée en 2009 par la Women's Professional Soccer. Cette dernière est dissoute après la saison 2011 en raison de désaccords entre les propriétaires et la WPSL Elite League devient, de facto, la première division nord-américaine en 2012. En novembre 2012, la National Women's Soccer League, appuyée par la Fédération des États-Unis de soccer, l'Association canadienne de soccer et la Fédération du Mexique de football, est créée. La ligue débute alors sa saison inaugurale en avril 2013.
Au niveau inférieur, deux ligues jouent le rôle de seconde division. La United Soccer Leagues organise la W-League de 1995 à 2015,. La Women's Premier Soccer League (WPSL) est fondée en 1998 et connaît une fin de saison 2015 où des propriétaires mécontents annoncent leur départ de la ligue pour la fondation d'une nouvelle organisation.
| Niveau     | Ligues/divisions | Ligues/divisions | Ligues/divisions |
| Division 1 | NWSL 9 équipes | NWSL 9 équipes | NWSL 9 équipes |
| 2          | Affiliée à travers la United States Adult Soccer Association (USASA)                                                         | Affiliée à travers la United States Adult Soccer Association (USASA)                                                         | |
| 2          | Women's Premier Soccer League (WPSL) 110 clubs américains et 2 clubs canadiens (en 17 conférences)                           | United Women's Soccer (UWS) 24 clubs américains et 1 club canadien (en 3 conférences)                                        | |
| 3 et +     | United States Adult Soccer Association (USASA) 55 associations d'État dans 4 régions Region I Region II Region III Region IV | United States Adult Soccer Association (USASA) 55 associations d'État dans 4 régions Region I Region II Region III Region IV | United States Adult Soccer Association (USASA) 55 associations d'État dans 4 régions Region I Region II Region III Region IV |

#### Coupes nationales
- USASA National Women's Open : coupe ouverte aux équipes de WPSL ;
- USASA National Women's Amateur : coupe ouverte à toutes les équipes affiliées à la USASA ;
- US Soccer National Amateur Championships : compétition organisée entre les champions de WPSL, USASA Open Cup et Amateur Cup.

### Soccer en intérieur
Bien que les ligues de soccer en intérieur ne soient pas officiellement organisées par la USSF, une certaine hiérarchie est considérée par la United States Indoor Soccer Association.
| Niveau                                      | Ligues/divisions                                                                | Ligues/divisions | Ligues/divisions |
| 1                                           | Major Arena Soccer League (MASL) 14 équipes américaines et 2 équipes mexicaines |                  |                  |
| 2                                           |                                                                                 |                  |                  |
| Major Arena Soccer League 2 (M2) 10 clubs   |                                                                                 |                  |                  |
| Premier Arena Soccer League (PASL) 13 clubs |                                                                                 |                  |                  |